# Кампомарино
Кампомарѝно (на италиански: Campomarino, на арбърешки Këmarini, Къмарини) е градче и община в Централна Италия, провинция Кампобасо, регион Молизе. Разположено е на 52 m надморска височина. Населението на общината е 7704 души (към 2014 г.).
В това градче живее албанско общество, наречено арбъреши. Те са се заселили в този район между XV и XVIII век като бежанци от османското владичество. Градче Кампомарино е част от етнографическия район Арберия.